# Calanthe cardioglossa
Calanthe cardioglossa är en orkidéart som beskrevs av Rudolf Schlechter. Calanthe cardioglossa ingår i släktet Calanthe och familjen orkidéer. Inga underarter finns listade i Catalogue of Life.